# Crucifix de Duccio à Sienne
Le Crucifix de Duccio à Sienne est un  grand crucifix peint  en  tempera et or sur bois, réalisé au Duecento ou Trecento par l'atelier de Duccio di Buoninsegna. Il est conservé au Museo della Società di Esecutori di Pie Disposizioni à Sienne.

## Description
Le Christ est du type  dolens, de la représentation humanisante franciscaine et dominicaine (abandonnant les représentations gothique ou byzantine précédentes) :
Le Christ se doit d'être alors représenté mort, souffrant sur la croix (et non plus triomphant ou résigné) :
- La tête baissée sur l'épaule,
- les yeux fermés soit absents, énucléés (orbites vides),
- marques de douleur sur le visage,
- la bouche est incurvée vers le bas,
- les plaies sont saignantes (mains, pieds et flanc droit),
- Le corps tordu déhanché, arqué dans un spasme de douleur, subissant son poids terrestre,
- schématisation des muscles et des côtes.

Le crucifix ne comporte que des extrémités rectangulaires vides de scènes figuratives en haut et en bas de la croix (malgré tout l'or des corniches des potences étant interrompu, on peut se poser la question de la présence de scènes à ces extrémités à l'origine de la fabrication de la croix) :
Comme pour la stylistique des crucifix de Cimabue, le panneau des flancs du Christ ne comporte qu'un fond d'or à motifs répétés.